# Cynorkis usambarae
Cynorkis usambarae är en orkidéart som beskrevs av Robert Allen Rolfe. Cynorkis usambarae ingår i släktet Cynorkis, och familjen orkidéer. Inga underarter finns listade i Catalogue of Life.